# Provincia di Davao del Sur
Davao del Sur è una provincia filippina situata nella regione di Davao, sull'isola di Mindanao. Il suo capoluogo è Digos, mentre la grande città di Davao pur risultando, anche per fini statistici, all'interno di questa provincia, è amministrativamente indipendente.

## Geografia fisica
La provincia di Davao del Sur è posta nel settore sud-orientale dell'isola di Mindanao, nella regione di Davao. Si estende in direzione nord-sud coprendo tutto il lato occidentale del golfo di Davao. Confina con la città di Davao (oltre la quale c'è il Davao del Norte) a nord, con le province di Cotabato, Sultan Kudarat, South Cotabato e Sarangani ad ovest, e con il golfo di Davao ad est. L'unica parte insulare è rappresentata dalla municipalità di Sarangani, nell'estremo sud, composto da due piccole isole.
Alla lunga linea di costa, con spiagge rinomate che attraggono molti turisti, corrisponde un'altrettanto lunga fascia montuosa interna, presso il confine occidentale, nella quale si raggiungono quote piuttosto elevate (ai confini col Cotabato si trova il Monte Apo, 2.954 m s.l.m., la più alta vetta delle Filippine).

## Geografia antropica

### Suddivisioni amministrative
La provincia di Davao del Sur comprende una città componente e 14 municipalità. La città indipendente di Davao fa parte del Davao del Sur solo a fini statistici.

#### Città indipendente
- Davao

#### Città componente
- Digos

#### Municipalità
| - Bansalan - Don Marcelino - Hagonoy - Jose Abad Santos - Kiblawan - Magsaysay - Malalag | - Malita - Matanao - Padada - Santa Cruz - Santa Maria - Sarangani - Sulop |